# بوسلام
بوسلام (به عربی: بوسلام) یک شهرداری در الجزایر است که در استان سطیف واقع شده‌است.